# Painkiller: Recurring Evil
Painkiller: Recurring Evil (на российских прилавках — «Painkiller: Абсолютное зло» или «Крещёный кровью: Абсолютное зло») — самостоятельное дополнение к компьютерной игре Painkiller, поступивший в продажу в сервисе цифровой дистрибуции Steam 29 февраля 2012 года, разработанный Med-Art и изданный компанией Nordic Games. В России локализатором и издателем игры выступила компания Акелла, выпустившая игру на дисках 16 марта 2012 года.

## Сюжет
Painkiller: Recurring Evil продолжает события дополнения Painkiller: Resurrection. Главный герой Билл Шерман становится хозяином Чистилища, наделённый силой Меча Серафима. Однако, падший ангел Самаэль (потерявший свои крылья после битвы с Белиалом в Painkiller: Overdose), который стал новым правителем Ада вместо Евы, крадёт меч Билла и отправляет его в неизведанные места Чистилища, вновь разжигая кровопролитную борьбу. В конце своего путешествия Билл настигает Самаэля, однако игра заканчивается без финального боя, так как Билл терпит поражение от рук падшего ангела. Тем не менее, в зависимости от сложности игры, концовка может поменяться: либо Билла убивает Самаэль, либо его спасает Белиал.

## Геймплей
Игровая механика осталась неизменна и традиционна для данной серии. Игрок сражается с многочисленными врагами и побеждает их, переходя от одной локации Чистилища к другой. Всё оружие имеет альтернативный режим огня. Арсенал игрока остался всё тем же — базука, дробовик, коломёт и ещё несколько других видов оружия. Новые монстры отсутствуют, все враги перешли из предыдущих игр серии. В игре присутствует всего лишь 5 уровней.

## Графика
Графика в игре мало отличается от предыдущих частей, виной тому является достаточно старый игровой движок. Разработчики немного доработали его, сбалансировали и улучшили некоторые элементы, однако по современным меркам графика заметно отстаёт.

## Саундтрек
Композитором игры был Mikolaj 'VMP' Birek.
1. Luxuria (2:18)
2. Acedia (3:09)
3. Ira (2:57)
4. Avaritia (3:07)
5. Superbia (3:48)
6. Gula (2:47)
7. Invidia (2:28)
8. Highway To Hell Soldiers (2:39)
9. Angkor Fight Evil (2:44)
10. Angkor Fight Good (4:16)
11. Menu (3:33)
12. Graveyard Ambient (2:08)

## Отзывы и критика
Игра получила довольно низкие и смешанные оценки игровой прессы. Так, рейтинг дополнения на сайте Metacritic составляет всего лишь 38 баллов из 100. Основные претензии к игре заключались в скучности и примитивности геймплея, в отличие от оригинальной, первой части. Российский игровой сайт AG.ru отметил чрезвычайно глупый искусственный интеллект противников, которые «застывают каменными изваяниями, потеряв Билла из виду секунд на десять, не могут обойти деревянный ящичек и залезают друг другу на головы, пытаясь пролезть в узкий дверной проём». Итальянский сайт Multiplayer.it попросту отметил, что новый Painkiller — это всего лишь «нечто вроде аренного выживания, с пятью уровнями, тысячами лагающих монстров, убивать которых приходится из того же старого оружия, с той же старой графикой».